# Alfa de l'Unicorn
Alfa de l'Unicorn (α Monocerotis) és un estel de la constel·lació de l'Unicorn, Monoceros, de magnitud aparent +3,94. Lleugerament per sota en lluentor respecte a β Monocerotis, se situa com la segona més brillant de la constel·lació.
Situat a 144 anys llum del Sistema Solar, α Monocerotis és un gegant taronja de tipus espectral K0III (també classificat com a G9III segons altres fonts) amb una temperatura superficial de 4815 K. Una lluminositat 60 vegades major que el Sol i un radi 11 vegades major que el radi solar permeten estimar la seva massa en 2,5 masses solars. El seu contingut metàl·lic és un 20 % inferior al del Sol.
Amb una edat aproximada de 1400 milions d'anys, fa uns 250 milions d'anys l'hidrogen del seu nucli es va esgotar, i actualment en el seu interior té lloc la fusió nuclear de l'heli. Són moltes les gegants taronges similars visibles a ull nu en el cel nocturn: entre elles, Menkent (θ Centauri) i Nash (γ² Sagittarii) presenten característiques gairebé idèntiques a α Monocerotis. Pòl·lux (β Geminorum), el gegant taronja més proper a la Terra, encara que de temperatura i grandària similar, és un 25 % menys lluminosa que Alfa Monocerotis.